# НФЛ в сезоне 2008
Сезон НФЛ 2008 был 89ым сезоном истории Национальной футбольной лиге и 44ым в эпоху Супербоула.
Супербоул XLIII проходил на стадионе Раймонда Джеймса в Тампе, Флорида , 1 февраля 2009 года, где Питтсбург Стилерз одержали победу над Аризона Кардиналс 27:23 и выиграли свой шестой и рекордный , Винс Ломбарди Трофи .
Детройт Лайонс стали первой командой НФЛ с безвыигрышным сезоном после 1982 года, закончив свой сезон 0-16.
Регулярный сезон , правила которого были такие же как и в 2007 и 2006 сезонах, начался 4 сентября 2008 , когда Нью-Йорк Джайентс победил Вашингтоном Редскинз 16:7.